# مطياف ألفا المغناطيسي

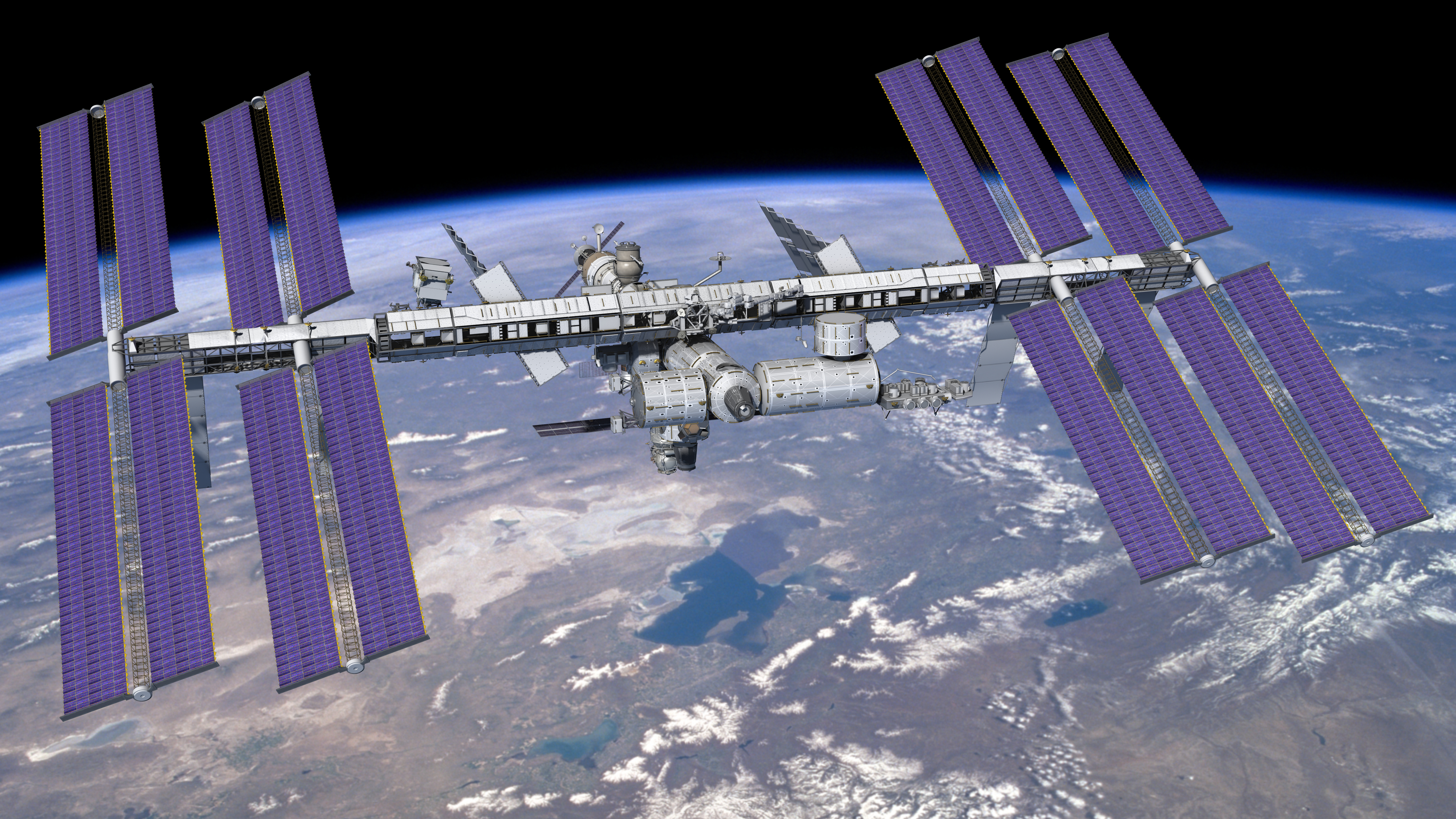
صورة بالحاسوب لمطياف ألفا المغناطيسي 2 مثبت على محطة الفضاء الدولية.

مطياف ألفا المغناطيسي (بالإنجليزية: Alpha Magnetic Spectrometer أو مختصرا AMS-02) هو عداد جسيمات مثبت على محطة الفضاء الدولية. وهو مجهز لاستكشاف أي نوع غريب من الجسيمات عن طريق قياس الأشعة الكونية. وسوف تساعد نتائجه على تفهم الكون والبحث عن مؤشرات وجود مادة مظلمة ودراسة المادة المضادة.
الباحث الأول على هذا العداد العالم الأمريكي صمويل تينج الحائز على جائزة نوبل للفيزياء. وبعد اختبار العداد في الوكالة الأوروبية لأبحاث الفضاء والمركز الأوروبي لأبحات وتكنولوجيا الفضاء الموجود في هولندا 
تم نقله بتاريخ 26 أغسطس 2010 إلى مركز كينيدي للفضاء ب فلوريدا.
وكان الإقلاع في البعثة STS-134 التي حملت معها مطياف ألفا المغناطيسي AMS-02 في يوم 16 مايو 2011، وتم تثبيت العداد بالمحطة في 19 مايو 2011.

## تقديم
كان بناء مطياف ألفا المغناطيسي قد اقترح في عام 1995 من العالم الفيزيائي صمويل تينج ب معهد ماساتشوستس للتقنية، وكان ذلك بعد إلغاء مشروع بناء معجل التوصيل الفائق العظيم.
فقُبل بناء المطياف وأصبح صمويل تينج الباحث الرئيسي عليه.

## مطياف ألفا المغناطيسي 1

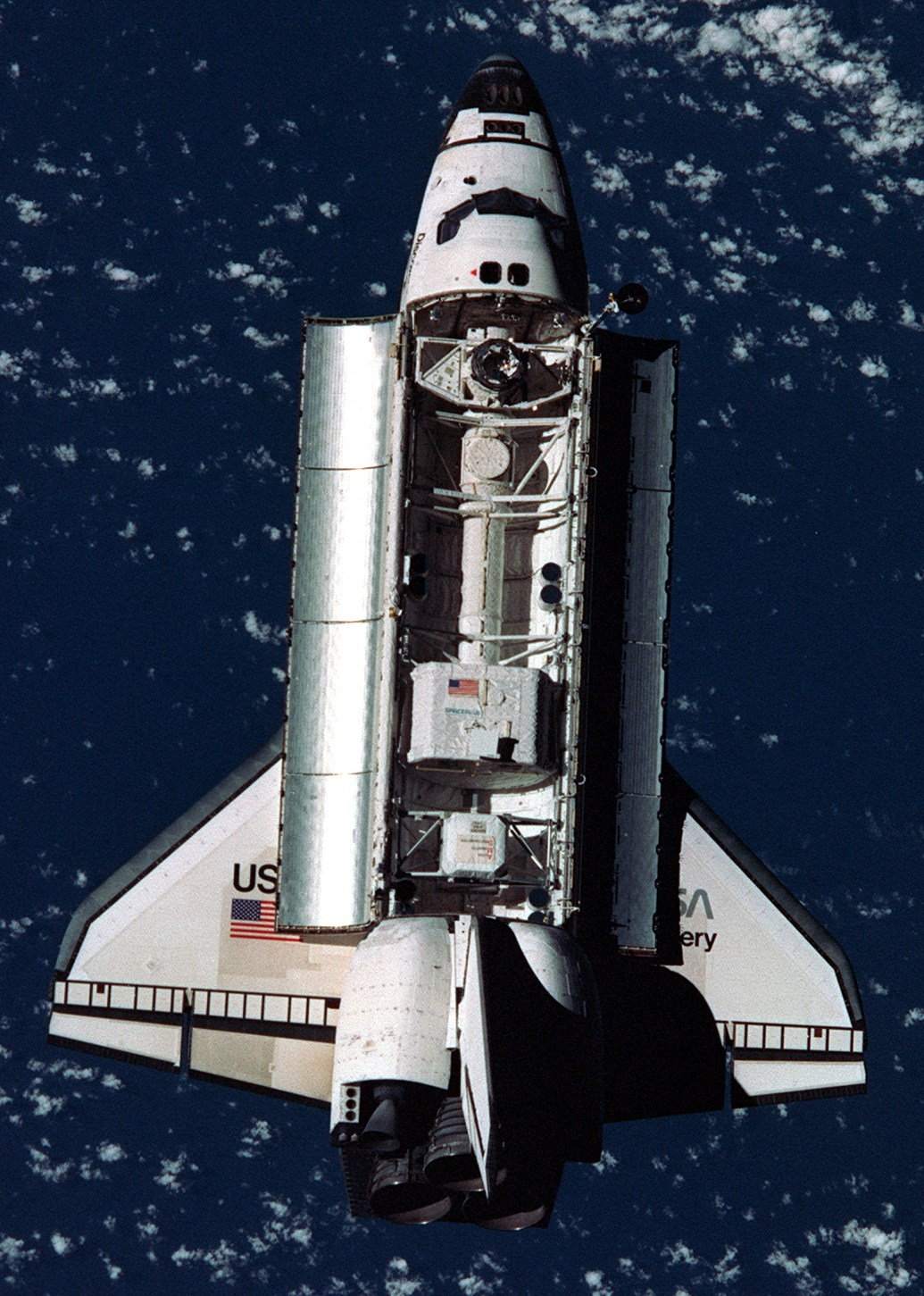

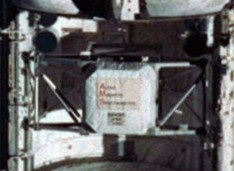

إلى اليسار يقلع مطياف إيه إم إس-1 على متن مكوك الفضاء ديسكوفري خلال البعثة أس تي إس-91 في يونيو 1998، ويُرى المطياف AMS-01 بالقرب من مؤخرة خليج حمولة مكوك الفضاء. وإلى اليمين صورة لمطياف ألفا المغناطيسي 1 للبعثة «إيه إم إس-91» أكثر تفصيلا.
كان النموذج الاختباري لمطياف ألفا المغناطيسي AMS-01 نموذجا مبسطا للبعثة كعدادم للجسيمات الأثقل من الهيدروجين مثل الهيليوم-4 ونويات الهيليوم-3 وغيرها وعلى الأخص ، عد ما يدخل العداد من جسيمات مضادة ، قامت ببنائه عدة شركات عالمية تحت اشراف البروفيسور تينج، وأقلع العداد أثناء البعثة STS-91 في يونيو 1998. ولم يستطع العداد اكتشاف أي هيليوم مضاد antihelium بهذا حدد العداد AMS-01 نسبة الهيليوم المضاد إلى الهيليوم بنحو
1.1×10−6 
وأثبت أن تصميم العداد صالح للاستخدام في الفضاء. وكانت تلك البعثة هي آخر بعثة إلى محطة الفضاء مير والصورة المبينة التقطت على مير.

## مطياف ألفا المغناطيسي 2

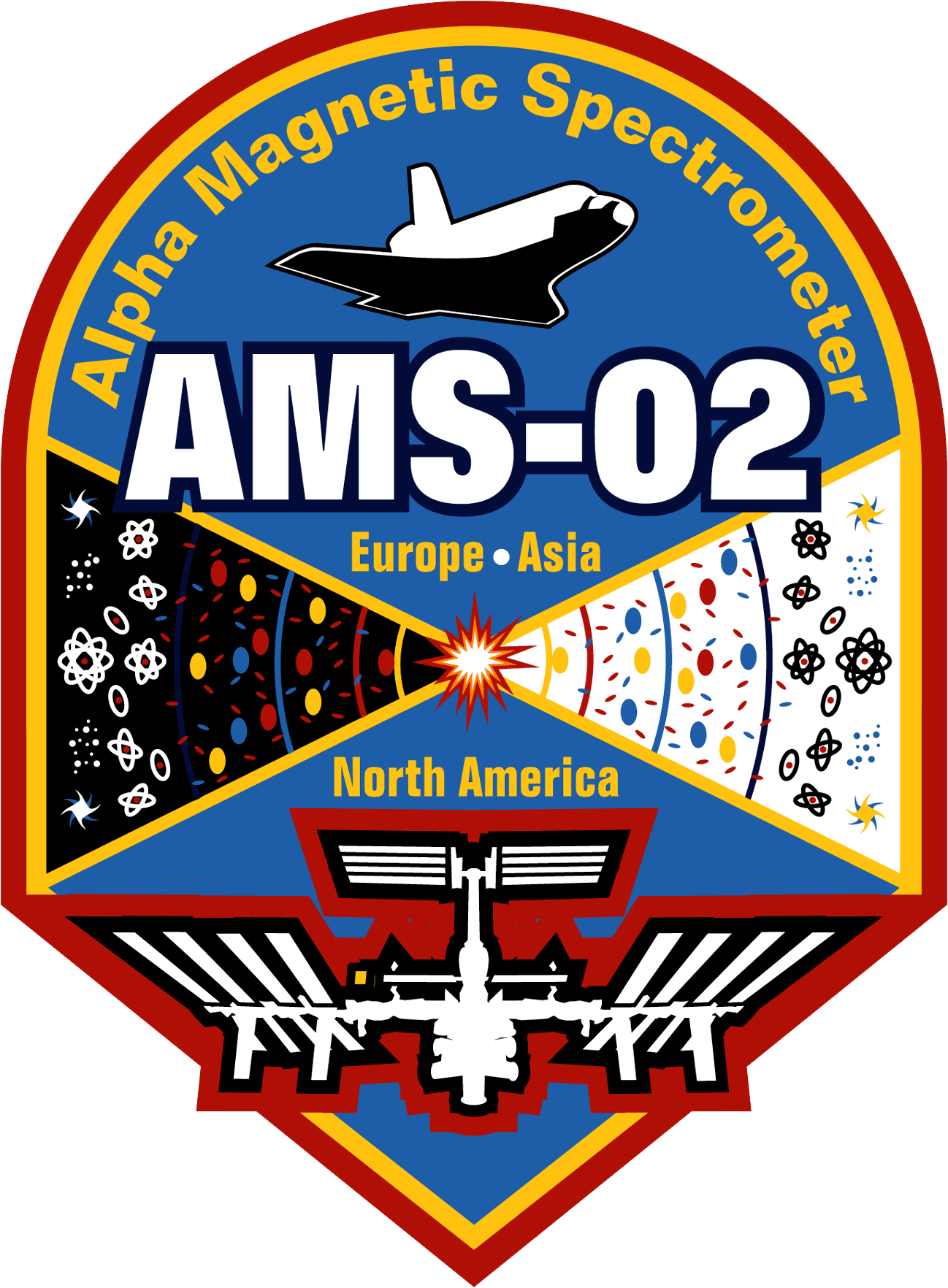
شارة البعثة

يعتبر مطياف ألفا المغناطيسي 2 (AMS-02)عدادا حديثا للجسيمات سوف يقوم على متن محطة الفضاء الدولية بقياس الأشعة الكونية لمدة 10 سنوات (حتى عام 2020). وقد استبدل المغناطيسي الذي يتكون من موصل فائق يعمل بالهيليوم السائل (درجة حرارته نحو 2 كلفن) بمغناطيس ذاتي من النيوديميوم-حديد-بور لإطالة مدة عمله. فالمغناطيس الذي يعمل بالهيليوم السائل يقدر عمره بثلاثة سنوات فقط. ويعمل المغناطيس على تمرير الجسيمات الكونية ذات شحنة خلال خمس عدادات مختلفة لتسجيلها والتعرف على نوعها وبعض خواصها. ونظرا لكوننا نبحث أساسا عن جسيمات غير معروفة فإن إطالة وقت الاستكشاف في صالح التجربة.
بسبب حادث مكوك الفضاء كولومبيا في عام 2003 فقد أجل موعد الانطلاق من عام 2003 إلى 2011. ويوجد المطياف AMS-02 على محطة الفضاء الدولية منذ 16 مايو 2011.
وثبت عليها في وضعه الحالي يوم 19 مايو ليكون مقابلا للأرض.

## مهامه العلمية
من المهام المتعلقة على مطياف AMS-02 البحث عن مادة مضادة كما هو متوقع من بعض النماذج
النظرية للنشأة الكون ومن ضمنها افتراض الانفجار العظيم. ويعتبر اكتشاف نواة واحدة من مضاد الكربون سوف يدعم نظرية وجود نجوم من مواد مضادة في الكون. كما أن في استطاعة المطياف تعيين توزيع السرعات (وبالتالي توزيع طاقة الحركة) لجسيمات ثقيلة تصل إلى الحديد (وزنه الذري 57). تساعدنا تلك البيانات على فهم سبل الانتشار الحركي للجسيمات المشحونة في مجرتنا، مجرة درب التبانة وربما قياس نواتج افناء لمادة مظلمة في الكون. وطبقا لنظرية التناظر الفائق أو نظرية كالوزا-كلاين لا بد وأن توجد شذوذات في أطياف الطاقة (توزيع سرعات) بوزيترونات ونقيض البروتون والفوتونات، والتي نتحسسها بواسطة المطياف ألفا المغناطيسي 2 ونحاول العثور عليها.

## وصف المطياف AMS-02

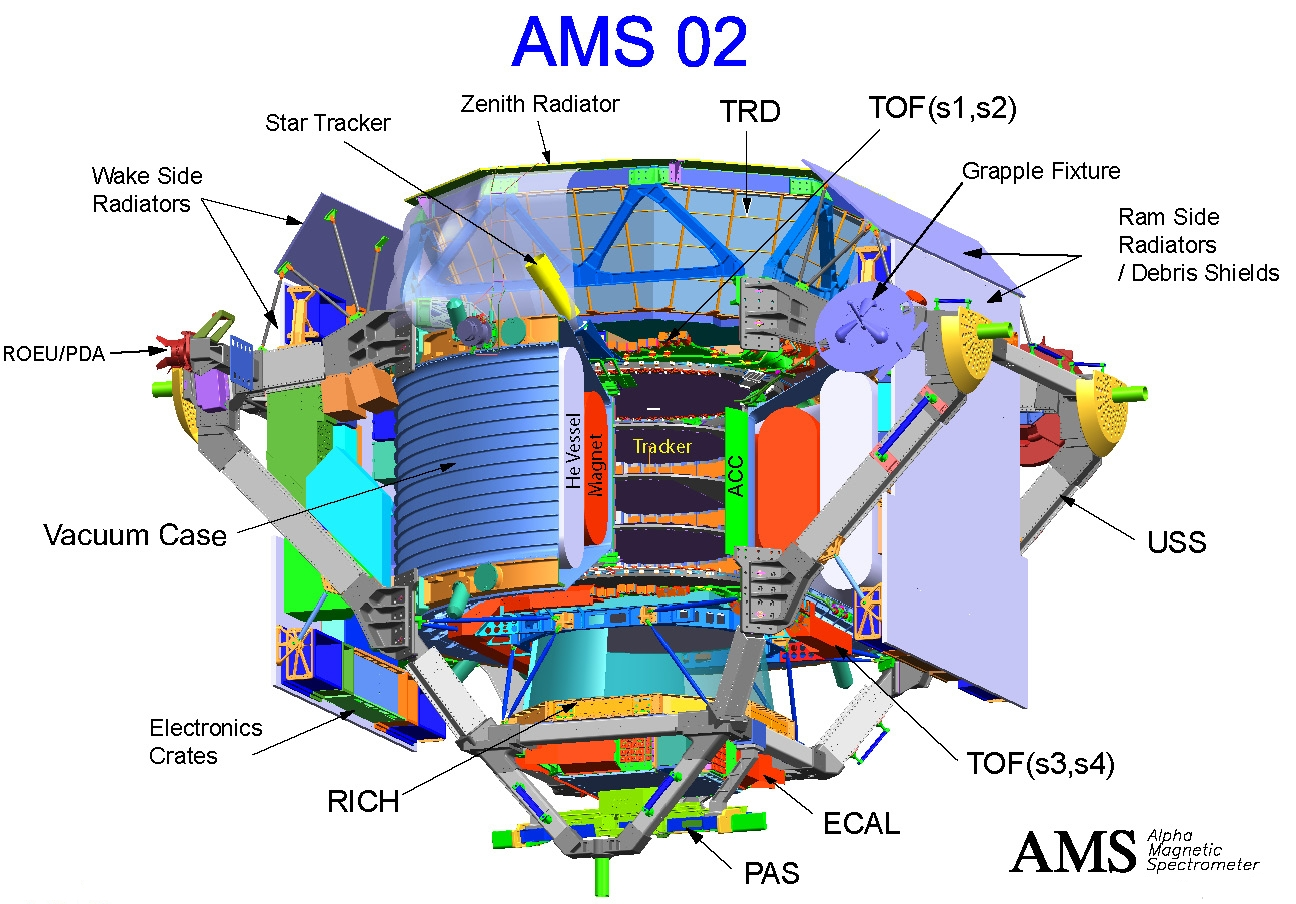
رسم توضيحي للمطياف AMS-02.

يبلغ وزن مطياف ألفا المغناطيسي 2 نحو 7 طن. وتبلغ مقاييسه 3 m × 3 m × 3&bsp;mوالمساحة الحساسة 5و0 متر مربع. ويوجد به مغناطيس ذاتي يزن 1.200 كيلوجرام من النيوديميوم شدة مغناطيسيته 13و0 تسلا.
ويوجد في داخل المغناطيس عداد شرائحي من السليسيوم شبه موصل مزدوج الوجهين تبلغ مساحته الحساسة 6و5 متر مربع. بذلك يمكن أن تدخل فيه جسيمات مشحونة على 8 شرائح متطابقة يمكن بواسطها تعيين نقطة اختراق الجسيم المشحون في كل طبقة بدقة 10 ميكرومتر. عندما تدخل جسيمات مشحونة العداد فسوف تنحرف مساراتها بسبب المجال المغناطيسي للمغناطيس الذاتي وتنفصل سرعاتها. وبمعرفة مقدار انحناء مسار جسيم مشحون ونوع شحنته فيمكن تعيين طاقة حركة الجسيم إلى طاقات تصل إلى 1000 جيجا إلكترون فولت. ويُضبط عمل عداد مسارات الجسيمات بواسطة نظام ضبط بالليزر بحيث تصل دقة تعيين المسارات إلى 5 ميكرومتر. ويحيط بعداد المسارات من لجانب بعدادت عكس التزامن Anti-Coincidence-Counter تعمل على تسجيل الجسيمات المشحونة الداخلة العداد من الجوانب. وبواسطة مرصد للنجوم ونظام التموضع العالمي يمكن توجيه العداد في اتجاهات مختلفة في السماء.

## مكونات المطياف
تحتوي وحدة المكشاف على عدد من العدادت تستخدم لتعيين محتلف خواص الأشعة والجسيمات عند مرورها خلاله. ويمكن تعيين خواص الجسيمات التي تمر بالعدادات من أعلى إلى أسفل، وتهمل جميع الجسيمات التي تدخل العداد من اتجاه آخر. ويتكون المكشاف على العدادات التالية (قارن لولب مركب للميون):
- عداد عبور الأشعة : يقيس سرعة الجسيمات العالية الطاقة;
- مطياف زمن الطيران الطويل وعداد زمن الطيران القصير : يقيسان سرعة الجسيمات المنخفضة الطاقة، *راصد النجوم : يحدد اتجاه العداد في الفضاء;
- عدادات السيليكون : يقيس مسار جسيمات المشحونة وانحنائها تحت تأثير المجال المغناطيسي القوي للمغناطيس الذاتي، فيمكن التعرف عليها (نوع شحنة الجسيم وكميتها، والكتلة).
- عداد عكسي للتزامن : يلغي الجسيمات العشوائية التي تدخل العداد ولا يعدّها;
- عداد شيرنكوف مصور حلقي :يقيس سرعة الجسيمات عالية الطاقة بدقة فائقة
- مقياس حراري : يقيس الطاقة الكلية للجسيمات.

## النتائج
في يوليو 2012 ، أفيد أن AMS-02 قد رصد أكثر من 18 مليار جسيم كوني .
في فبراير 2013 ، أفاد صموئيل تينغ أنه في أول 18 شهرًا من تشغيله ، سجلت AMS 25 مليار حدث جسيم بما في ذلك ما يقرب من ثمانية مليارات إلكترون وبوزيترونات سريعة. أبلغت الأطروحة العلمية AMS عن نسبة البوزيترون إلى الإلكترون في نطاق الكتلة من 0.5 إلى 350 GeV ، مما يوفر أدلة حول نموذج الجسيمات الضخمة ضعيفة التفاعل (WIMP) للمادة المظلمة.
في 30 مارس 2013 ، أعلن المكتب الصحفي لـ CERN عن النتائج الأولى لتجربة AMS . نُشرت النتائج الأولى للفيزياء في Physical Review Letters في 3 أبريل 2013. [11] تم جمع ما مجموعه 6.8×106 أحداث البوزيترون والإلكترون في نطاق الطاقة من 0.5 إلى 350 GeV. زاد جزء البوزيترون (من إجمالي أحداث الإلكترون والبوزيترون) بشكل مطرد من طاقات تتراوح من 10 إلى 250 جيجا إلكترون فولت ، لكن المنحدر انخفض بمقدار أعلى من 20 جيجا إلكترون فولت ، على الرغم من استمرار زيادة جزء البوزيترونات. لم يكن هناك هيكل جيد في طيف النسبة البوزيترونية ، ولم يلاحظ أي تباين [anisotropy] فيه. ذكرت وجهة نظر الفيزياء الحالية  أن "النتائج الأولى من مطياف ألفا المغناطيسي الذي يحمله الفضاء تؤكد وجود فائض غير مفسر من البوزيترونات عالية الطاقة في الأشعة الكونية المرتبطة بالأرض." تتوافق هذه النتائج مع البوزيترونات الناشئة عن إبادة جسيمات المادة المظلمة في الفضاء ، ولكنها ليست قاطعة بعد بشكل كافٍ لاستبعاد التفسيرات الأخرى. قال تينج: "خلال الأشهر المقبلة ، سيكون المطياف AMS قادرا على إخبارنا بشكل قاطع ما إذا كانت هذه البوزيترونات هي إشارة للمادة المظلمة ، أو ما إذا كان لها أصل آخر).
في 18 سبتمبر 2014 ، تم تقديم نتائج جديدة مع ما يقرب من ضعف البيانات في حديث في CERN ونشرت في المجلة العلمية Physical Review Letters. تم الإبلاغ عن قياس جديد لنسبةر البوزيترونات حتى 500 جيجا إلكترون فولت ، مما يدل على أن نسبة البوزيترونات تبلغ ذروتها بحد أقصى عند حوالي 16 ٪ من إجمالي أحداث (أي توليد) الإلكترون + البوزيترون ، حول طاقة تبلغ 275 ± 32 جيجا إلكترون فولت. في الطاقات الأعلى ، حتى 500 جيجا إلكترون فولت ، تبدأ نسبة البوزيترونات إلى الإلكترونات في الانخفاض مرة أخرى .(للمقارنة: تلك طاقات عالية جدا حيث أن كتلة البروتون عندما تتحول إلى طاقة تبلغ 9و0 جيجا إلكترون فولت فقط ، وكتلة الإلكترون تبلغ 005و0 جيجا إلكترون فولت.)
تم تقديم AMS لمدة 3 أيام في CERN في أبريل 2015 ، والتي تغطي بيانات جديدة حول 300 مليون حدث بروتون وتدفق الهيليوم. كشفت في ديسمبر 2016 أنها اكتشفت بعض الإشارات المتوافقة مع نوى الهيليوم وسط عدة مليارات من نوى الهيليوم. لم يتم التحقق من النتيجة بعد ، ويحاول الفريق حاليًا استبعاد التلوث.
اكتشفت دراسة من عام 2019 ، باستخدام بيانات من تلسكوب فيرمي لأشعة غاما الفضائي التابع لناسا ، هالة حول النجم النابض جيمينجا. تتصادم الإلكترونات المتسارعة والبوزيترونات مع ضوء النجوم القريب. يعزز الاصطدام الضوء إلى طاقات أعلى بكثير. يمكن أن تكون Geminga وحدها مسؤولة عن ما يصل إلى 20٪ من البوزيترونات عالية الطاقة التي رصدتها تجربة AMS-02.
سجل AMS-02 الموجود على محطة الفضاء الدولية ، اعتبارًا من عام 2021 ، ثمانية أحداث يبدو أنها تشير إلى اكتشاف مضادات الهيليوم -3.
اعتبارًا من عام 2023 ، جمعت AMS-02 أكثر من 215 مليار حدث من أحداث الأشعة الكونية.

## اقرأ أيضا
- لولب مركب للميون
- تجربة أطلس
- تجربة أليس
- تجربة سوبر كاميوكاندي
- مكشاف مصادم فيرميلاب
- مكشاف شعاع عبوري
- عداد جايجر
- عداد جسيمات
- عداد شيرينكوف
- عداد وميضي
- عداد تناسبي
- عداد شبه الموصلات
- عداد نيوترينو
- عداد نيوترونات
- إشعاع مؤين